# Minúscula 45
Minúscula 45 (en la numeración Gregory-Aland), ε 442 (Soden) es un manuscrito griego en minúsculas del Nuevo Testamento, sobre hojas de pergamino. Es datado paleográficamente en el siglo XIII. Tiene contenidos complejos y está lleno de marginales.

## Descripción
El códice contiene el texto de los cuatro Evangelios en 398 hojas (tamaño de 18.5 cm por 13.5 cm) con una única laguna (Marcos 2:5-15). El texto está escrito en una columna por página, 19-21 líneas por página, con letras minúsculas muy pulcras. Las letras iniciales están en oro o en rojo.
El texto de los Evangelios está dividido de acuerdo a los κεφαλαια (capítulos), cuyos números se colocan al margen del texto, con ocasionales τιτλοι (títulos) en la parte superior de las páginas. También hay otra división de acuerdo con las más pequeñas Secciones Amonianas (en Mateo 355; en Marcos 233 - 16:8; en Lucas, 342; y en Juan, 230 secciones), con referencias a los Cánones de Eusebio.
El códice contiene las tablas del Canon de Eusebio al principio, tablas de los κεφαλαια (tablas de contenido) precediendo a cada Evangelio, marcas del leccionario en el margen (para uso litúrgico), suscripciones al final de cada Evangelio, números de στιχοι en el Evangelio de Lucas e imágenes.

## Texto
El texto griego del códice es un representante del tipo textual bizantino. Hermann von Soden lo incluyó en la familia textual Kx. Kurt y Barbara Aland lo colocaron en la Categoría V. De acuerdo con el Perfil del Método de Claremont, representa a la familia Kx en Lucas 1 y Lucas 20. En Lucas 10 ningún perfil se hizo.

## Historia
El manuscrito fue fechado por Gregory en el siglo XIV. Actualmente ha sido asignado por el INTF en el siglo XIII.
El códice fue traído desde Athos a Inglaterra por César de Missy (1703-1775), capellán francés de Jorge III, rey de Inglaterra; quien pasó su vida recopilando material para una edición del Nuevo Testamento. Fue examinado por Mill (Bodl. 1), Griesbach, y Wetstein en 1746.
Fue añadido a la lista de los manuscritos del Nuevo Testamento por Wettstein. C. R. Gregory lo vio en 1883.
En la actualidad se encuentra en la Biblioteca Bodleiana (Barocci 31), en Oxford.

## Lectura adicional
- Giancarlo Prato (1994) [1979]. Scritture librarie arcaizzanti della prima età dei Paleologi e loro modelli. Reimpreso en su colección de artículos. Studi di paleografia greca. Spoleto. pp. 73-114. Tavv. 1-24, en pp. 78, 85, 109 n. 87.